# Sophienkreuz

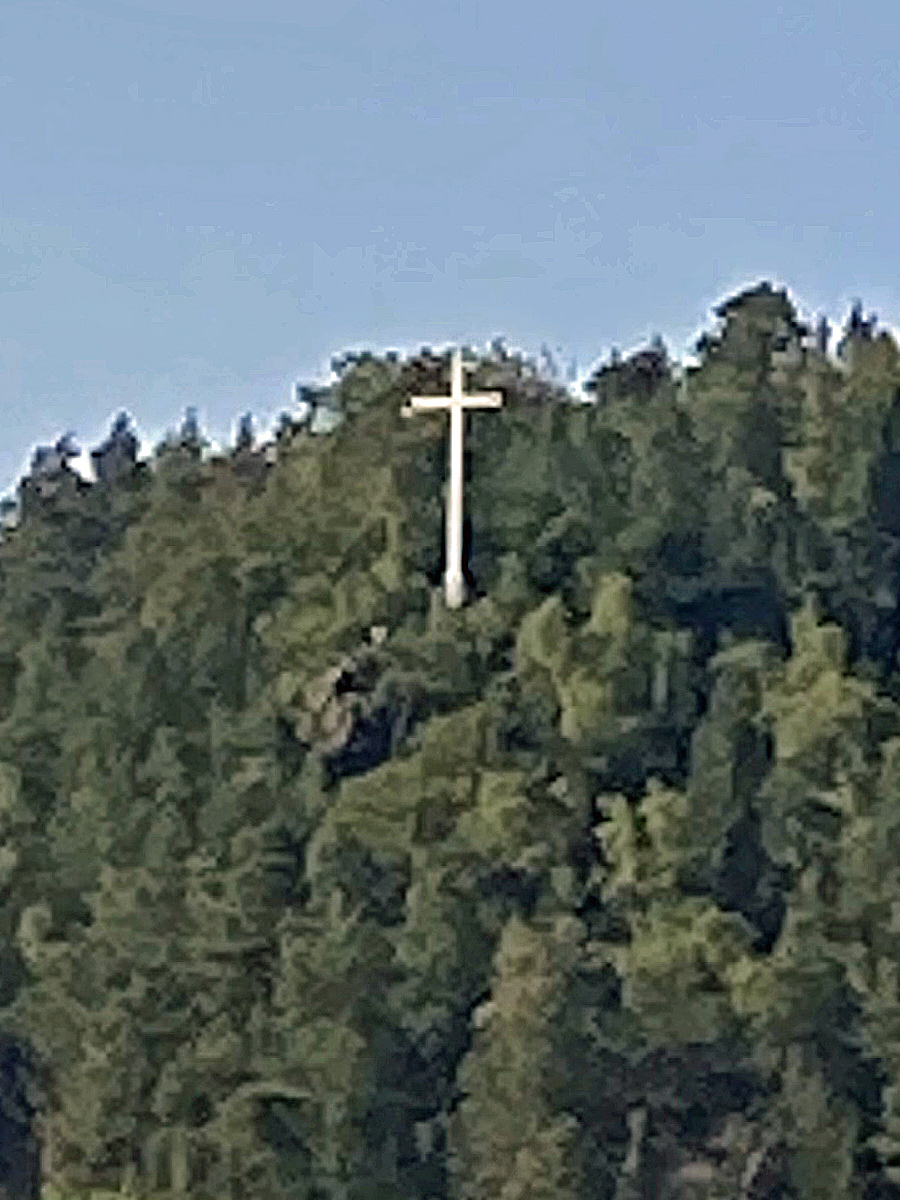
Sophienkreuz in Greiz

Das Sophienkreuz in Greiz in Thüringen, bekannt unter dem Namen „Weißes Kreuz“, ist eine Sehenswürdigkeit der reußischen Kreisstadt.

## Geographisches
Das im Volksmund als „Weißes Kreuz“ bekannte Denkmal befindet sich 375 Meter über NN auf dem weithin sichtbaren Hirschstein.
Der direkte Zugang zum Wanderweg befindet sich an der Leonhardtstraße (L2344) in stadtauswärtiger Richtung des Stadtteils Neumühle/Elster.

## Geschichte
Der zu seiner Zeit regierende Fürst Heinrich XX. Reuß älterer Linie (1794–1859) ließ es 1838 zum Gedenken an seine früh verstorbene erste Frau, Prinzessin Sophie Maria Theresia zu Löwenstein-Wertheim-Rosenberg (1809–1838), errichten.
Witterungsbedingt wurde das Kreuz mehrfach umgerissen, stets erfolgte ein Wiederaufbau.
Seit 1952 steht es unter Denkmalschutz und ist heute ein Ausflugsziel mit Blick auf die Stadt Greiz und die fürstliche Parkanlage.